# عارية الأغصان
جمْنُوقِلادُوس أو عارية الأغصان (الاسم العلمي: Gymnocladus) (اللاتينية الجديدة، من الإغريقية γυμνὀς، Gymnos، عارية + κlectάδος، klados، غصن) هو جنس صغير من الأشجار البقولية. الاسم الشائع للجنس هو شجرة البن. يضم ستة أنواع موطنها الأصلي شرق أمريكا الشمالية وجنوب شرق آسيا.